# منتخب أفغانستان للباندي
منتخب أفغانستان للباندي هو ممثل أفغانستان الرسمي في المنافسات الدولية في الباندي في فئة الباندي للرجال
.